# سوفی پومرانیا
سوفی پومرانیا (انگلیسی: Sophie of Pomerania; c. 1498 – ۱۳ مه ۱۵۶۸) اهل نروژ ، ملکه دانمارک و نروژ به عنوان همسر فردریک اول بود.